# Grubsteinhöhle
Die Grubsteinhöhle (Katasternummer 1625/63) ist eine Höhle im Grubstein. Sie befindet sich im Südostmassiv des Toten Gebirges unweit der Tauplitzalm in der Steiermark. Das weithin sichtbare Doppelportal befindet sich in der Südflanke des Grubsteins in 1565 m ü. A. etwas oberhalb des Schwarzensees. Die Höhle wurde von Mitgliedern des Vereines für Höhlenkunde in Obersteier (VHO) erforscht. Bisher konnten 139 m der Höhle erkundet und vermessen werden. Der Höhenunterschied beträgt 29 m.